# Agriarctos
Agriarctos — вымерший род млекопитающих подсемейства Ailuropodinae семейства медвежьих. Существовали от среднего до позднего миоцена, примерно 8—18 миллионов лет назад. Этот род и его типовой вид A. gaali были описаны на основе окаменелостей из Хатвана, Венгрия, а вид A. vighi на основе окаменелостей из Росасентмартона. Миклош Крецой предположил, что Agriarctos состоял в близком родстве с родом Agriotherium. Ранее описанный Ursavus depereti был перенесён Крецоем в род Agriarctos, но теперь оказалось, что он полифилетический.
Agriarctos beatrix был описан в 2011 году как новый вид Agriarctos. Позднее он был выделен в новый род Kretzoiarctos, названный в честь Крецоя.

## Виды
- † Agriarctos depereti (Schlosser, 1902)
- † Agriarctos gaali Kretzoi, 1942
- † Agriarctos nikolovi Jiangzuo & Spassov, 2022
- † Agriarctos vighi Kretzoi, 1942